# Rhaphidostegium capillifolium
Rhaphidostegium capillifolium là một loài Rêu trong họ Sematophyllaceae. Loài này được Herzog miêu tả khoa học đầu tiên năm 1920.